# Argyroeides nephelophora
Argyroeides nephelophora är en fjärilsart som beskrevs av George Francis Hampson 1914. Argyroeides nephelophora ingår i släktet Argyroeides och familjen björnspinnare. Inga underarter finns listade i Catalogue of Life.